# Hay más de una forma de hacerlo
Hay más de una forma de hacerlo (There is more than one way to do it, TIMTOWTDI, pronunciado normalmente "Tim Toady") es un lema Perl. El lenguaje fue diseñado con esta idea en mente, a fin de "que no le diga al programador cómo programar". Esto hace que sea fácil escribir programas extremadamente confusos, pero, como los proponentes de este lema argumentan, también hace fácil escribirles bellos y concisos.
La Zen de Python tiene un principio que es el opuesto exacto de TIMTOWTDI: "Debe haber una y preferiblemente sólo una manera obvia de hacerlo."